# Hays (Unternehmen)
Hays PLC ist eine in London ansässige, international tätige Personalberatung, die sich auf die Rekrutierung von Fach- und Führungskräften spezialisiert hat. Die Gesellschaft ist im privaten wie im öffentlichen Sektor tätig und vermittelt Spezialisten für Festanstellungen und Projektarbeit sowie im Rahmen der Arbeitnehmerüberlassung. Mit einem Umsatz von 6,58 Mrd. Euro und rund 280.000 Vermittlungen im Geschäftsjahr 2021 gehört das Unternehmen zu den größten seiner Art weltweit. Hays hat (Stand 2024) 236 Niederlassungen in 33 Ländern und gliedert sich in die vier Geschäftsbereiche Australien & Neuseeland, Deutschland, Vereinigtes Königreich & Irland sowie die übrige Welt.
Die Hays AG zeichnet für das deutsche Geschäft des Unternehmens verantwortlich. Neben dem Hauptsitz in Mannheim unterhält sie weitere 25 Büros in ganz Deutschland. Im Geschäftsjahr 2022/2023 erzielte die Hays AG einen Umsatz von 2,25 Mrd. Euro in Deutschland.

## Unternehmensgeschichte

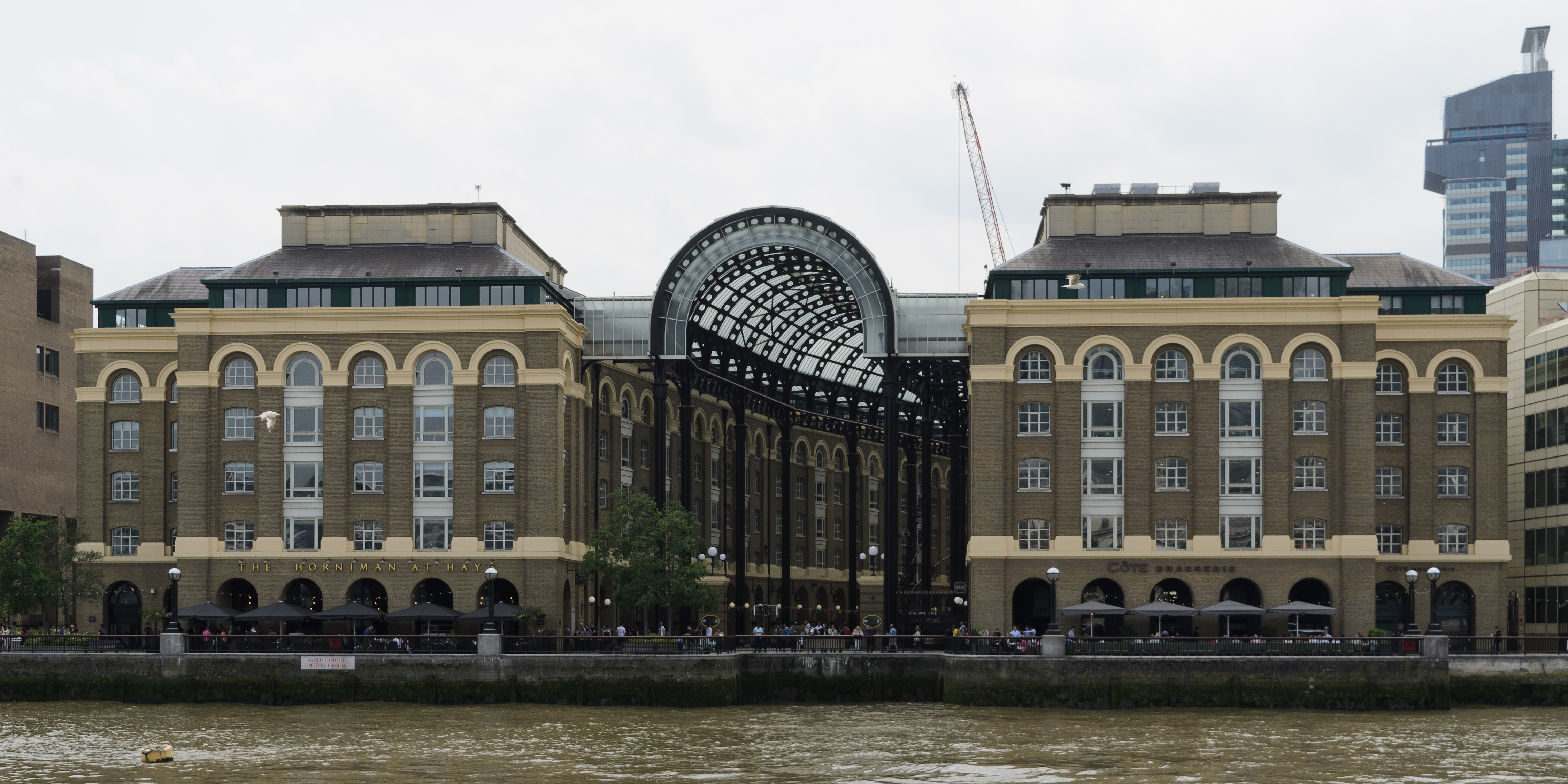
Die Hay’s Galleria im Londoner Stadtteil Southwark, die in den ehemaligen Lagerhäusern von Hays eingerichtet wurde

Die Geschichte von Hays reicht bis 1867 zurück. In diesem Jahr gründeten die Erben des Londoner Geschäftsmanns John Humphrey mit dessen Partnern Hugh Colin Smith und Arthur Magniac die Hay’s Wharf Company. Das Unternehmen betrieb ein geschlossenes Dock mit den umgebenden Lagerhäusern, die 1856 errichtet worden waren und die sich bis heute am Südufer der Themse im Londoner Stadtteil Southwark befinden. Der Name der Anlage, Hay’s Wharf, ist als Ortsbezeichnung seit 1710 offiziell in Gebrauch und geht auf Alexander Hay zurück, der an dieser Stelle ab 1651 ein Brauhaus und eine Werft betrieben hatte. Die Hay’s Wharf Company erwarb im Laufe der Zeit sämtliche Kaianlagen zwischen London Bridge und Tower Bridge. Ihr ursprüngliches Dock, an dem die Teeklipper aus China und Indien entladen wurden, war Ende des 19. Jahrhunderts der wichtigste Umschlagplatz für Tee im Londoner Hafen. Zwischen dem Dock und dem später ans Nordufer der Themse verlegten Hauptsitz des Unternehmens wurde Londons erste private Telefonverbindung eingerichtet. Anfang der 1980er Jahre wurde die Dockanlage verkauft und anschließend in eine Shopping Mall mit Büros und Restaurants umgewandelt, die heutige Hay’s Galleria.
Für das heutige Unternehmen gilt 1968 als zweites Gründungsjahr. Damals rief Denis Ralph Waxman die Career Care Group ins Leben, die 1986 von Hays übernommen wurde. Damit erschloss sich der Konzern das Geschäftsfeld der Personalrekrutierung. Waxman war bis 2007 Vorstandsvorsitzender von Hays PLC. Auf ihn folgte im September 2007 Alistair Cox. Seit September 2023 hat der frühere Deutschland-CEO Dirk Hahn die globale Führung des Konzerns übernommen. Seit 1989 ist Hays an der Londoner Wertpapierbörse notiert.
Als Mischkonzern war Hays jahrzehntelang auf weiteren Geschäftsfeldern aktiv, etwa im Handel, in der Logistik oder als Postdienstleister. Seit 2003 hat sich das Unternehmen jedoch strategisch völlig neu ausgerichtet. Es gliederte alle nicht zum Kerngeschäft gehörenden Geschäftsbereiche aus und konzentrierte sich ausschließlich auf die Personalberatung. In den Folgejahren expandierte Hays weltweit.

## Hays in Deutschland, Österreich und der Schweiz

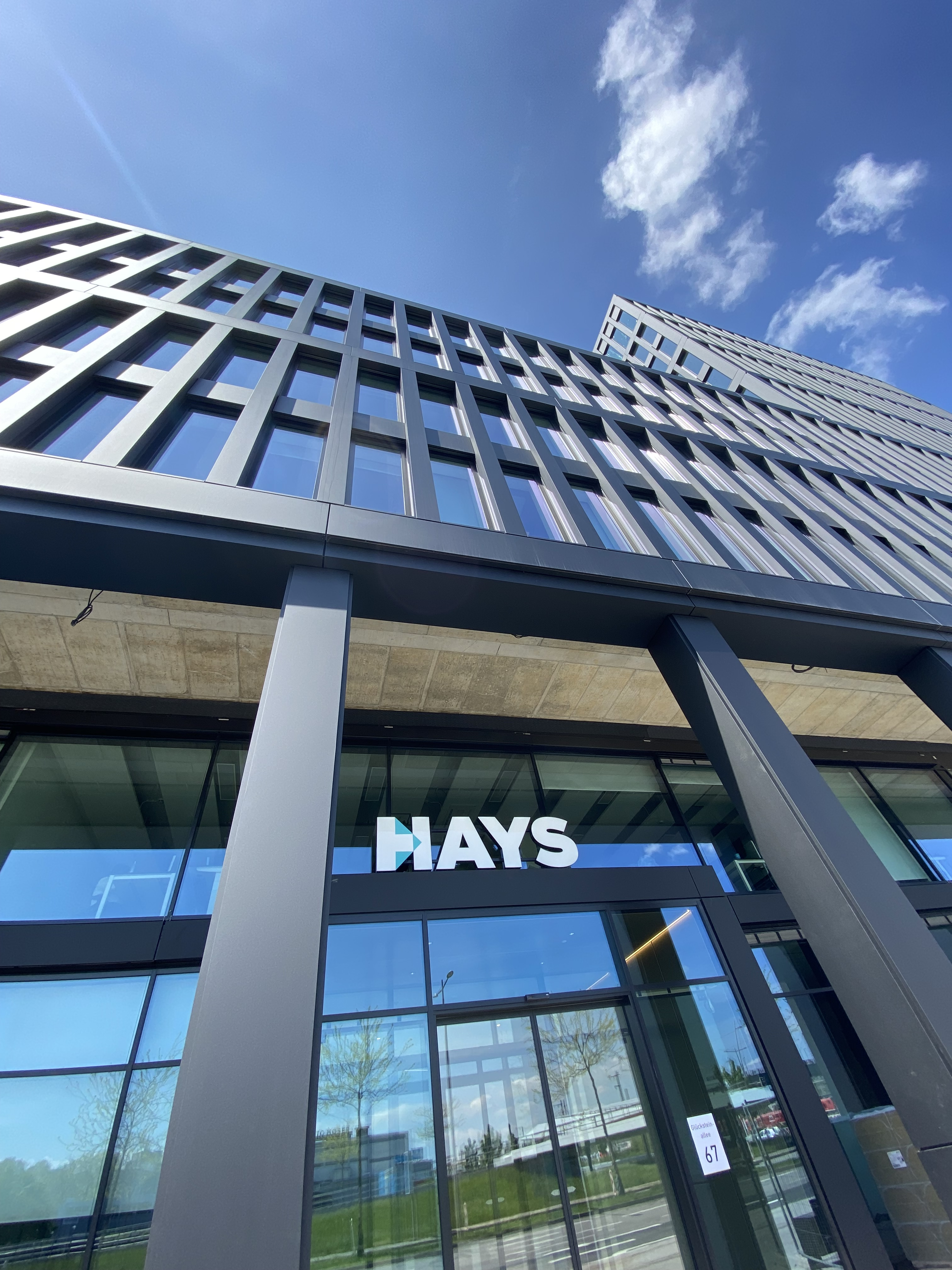
Die Unternehmenszentrale der deutschen Hays AG in Mannheim

In den deutschen Markt trat Hays 1995 mit der Gründung der fortIS Informationssysteme GmbH in Mannheim ein. Im Jahr 2003 übernahm der Konzern seinen Konkurrenten Ascena in Deutschland. Seit 2004 firmiert die deutsche Konzerntochter als Hays AG. Sie hat ihren Hauptsitz in Mannheim und unterhält 25 weitere Büros an folgenden Standorten: Augsburg, Berlin, Bonn, Bremen, Dortmund, Dresden, Düsseldorf, Erfurt, Essen (2×), Frankfurt am Main, Freiburg, Hamburg, Hannover, Ingolstadt, Karlsruhe, Köln, Leipzig, München, Münster, Nürnberg, Stuttgart, Ulm, Walldorf und Wiesbaden. Vorstandsvorsitzender der Hays AG ist seit dem 1. September 2023 Alexander Heise, der seit 2004 für das Unternehmen tätig ist. Heise ist zugleich CEO für die CEMEA-Region (Continental Europe, Middle East, Africa).
In Österreich ist Hays seit 2003 aktiv und mit zwei Niederlassungen, in Graz und in Wien, vertreten. Der Eintritt in den Schweizer Markt erfolgte bereits 1999. Dort unterhält Hays vier Büros in Basel, Bern, Genf und Zürich.
In der gesamten Region Deutschland, Österreich, Schweiz (D-A-CH) beschäftigte Hays (Stand 2024) rund 2.500 Mitarbeiter an 32 Standorten. Sie haben im Geschäftsjahr 2022/2023 rund 7.800 Kunden betreut und zählen insgesamt etwa 525.000 Spezialisten in ihrer Datei. Seit Hays im deutschsprachigen Raum tätig ist, hat das Unternehmen rund 373.000 Personen in feste oder zeitlich befristete Anstellungen vermittelt. 2023 erzielte Hays in der Region D-A-CH einen Umsatz von 2,52 Mrd. Euro. Die Nettovergütung betrug 498 Mio. Euro und der operative Gewinn rund 149 Mio. Euro.
Der TÜV Süd hat das Qualitätsmanagementsystem von Hays nach DIN EN ISO 9001 zertifiziert. Darüber hinaus erhielt die Hays AG vom TÜV Rheinland als erste deutsche Personalberatung eine Zertifizierung seiner Compliance-Aktivitäten (TÜV TR CMS:101 nach ISO 19.600).
Die Hays AG ist Mitglied im Tarifvertrag zwischen DGB und iGZ.

### Geschäfts- und Leistungsbereiche
In seinem Kerngeschäft vermittelt das Unternehmen qualifizierte Fachkräfte in temporäre oder feste Anstellungen unter anderem in folgenden Bereichen:
- Informationstechnik
- Ingenieurwesen
- Bau- und Immobilienwirtschaft
- Banken und Finanzwirtschaft
- Gesundheitssystem (Healthcare): Medizin, Pflege
- Rechtswissenschaft
- Pharmazie und Biowissenschaften
- Personalwesen (Human Resources)
- Vertrieb und Marketing
- Einzelhandel
- Education
- Procurement

Hays ist im privaten wie im öffentlichen Sektor in diesen Geschäftsfeldern tätig:
- Contracting: Vermittlung von Freelancern.
- Temp: Arbeitnehmerüberlassung / Zeitarbeit
- Permanent: Hierbei vermittelt Hays Mitarbeiter in Festanstellungen.
- Werkverträge: Für Engineering- und IT-Services bietet Hays die Bearbeitung technischer Arbeitspakete gemäß Lastenheft an.
- Workforce Management: Als Managed Service Provider (MSP) übernimmt Hays die Stellenbesetzung und das Management externer Arbeitskräfte.[18]
- Managed Services: In diesem Bereich bietet Hays IT-Lösungen für Softwareentwickler und IT-Services an.[19]
- Compliant Sourcing: Diese Geschäftseinheit bietet Prozess- und Organisationsberatung zum gesetzeskonformen Einsatz temporärer Arbeitskräfte und Subunternehmern an.[20][21]

### Studien
Seit 2007 publiziert die Hays AG Studien und Ergebnisse empirischer Marktforschungen, die sich mit aktuellen Veränderungen der Arbeits- und Organisationswelten in Deutschland, Österreich und der Schweiz beschäftigen. Beispielsweise erstellt das Unternehmen seit 2015 vierteljährlich einen Fachkräfteindex, dem eine Erhebung der Stellenanzeigen in verschiedenen Branchen und Berufsfeldern zugrunde liegt. Das Unternehmen erarbeitet diese Studien in Kooperation mit externen wissenschaftlichen Einrichtungen, etwa mit Pierre Audoin Consultants (PAC) oder mit dem Institut für Beschäftigung und Employability (IBE) der Hochschule Ludwigshafen am Rhein.
Unter anderem sind bisher Studien zu folgenden Arbeitsmarkt-Themen erschienen:
- Auswirkungen der COVID-19-Pandemie auf Unternehmen, Führungskräfte und Mitarbeiter
- Digitalisierung in der Pharma-, Banken-, Automobil- und anderen Branchen
- Fachkräftemangel
- Freiheit in der Arbeitswelt
- Homeoffice in Deutschland
- Integration von Flüchtlingen in den Arbeitsmarkt
- Künstliche Intelligenz in der Rekrutierung
- Lebenslanges Lernen
- Rechtliche Rahmenbedingungen für die Selbständigkeit von Wissensarbeitern
- New Work
- Unternehmenskultur
- Vergütung in der Finanzbranche im Ingenieurwesen, und anderen Wirtschaftszweigen[23]